# Exechodontes daidaleus
Exechodontes daidaleus és una espècie de peix de la família dels zoàrcids i de l'ordre dels perciformes.

## Morfologia
- Els mascles poden assolir 10 cm de longitud total.[3][4]

## Hàbitat
És un peix marí i d'aigües profundes que viu entre 219-1.004 m de fondària.

## Distribució geogràfica
Es troba a l'Atlàntic occidental: el Golf de Mèxic (des de Louisiana -Estats Units- fins a Cuba i Florida).

## Observacions
És inofensiu per als humans.